# Clau de Mallorca
Clau de Mallorca (CLAU, Clave de Mallorca) es un partido democrático, liberal, regionalista, mallorquinista y balearista. En su programa defiende, entre otros puntos, la solidaridad social, la establilidad económica y demográfica, una sociedad abierta, la libertad y la responsabilidad individual, la igualdad de oportunidades, de derechos y deberes de las personas, así como el mantenimiento y el fomento del uso del mallorquín o balear como lengua propia insular, la cultura y las tradiciones propias de las Islas Baleares, la conservación de la naturaleza, la fisonomía particular de cada isla, las instituciones tradicionales, el patrimonio histórico y cultural, a la vez que busca fortalecer, sin estridencias y sin hegemonismos, el sentimiento de unidad de menorquines, ibicencos, formenterenses y mallorquines. Es una de las formas de entender y practicar el regionalismo balear.